# Фоксфілд (Колорадо)
Фоксфілд (англ. Foxfield) — місто (англ. town) в США, в окрузі Арапаго штату Колорадо. Населення — 754 особи (2020).

## Географія
Фоксфілд розташований за координатами 39°35′18″ пн. ш. 104°47′9″ зх. д. / 39.58833° пн. ш. 104.78583° зх. д. (39.588405, -104.785823).  За даними Бюро перепису населення США в 2010 році місто мало площу 3,31 км², уся площа — суходіл.

## Демографія
Згідно з переписом 2010 року, у місті мешкало 685 осіб у 242 домогосподарствах у складі 205 родин. Густота населення становила 207 осіб/км².  Було 253 помешкання (76/км²).
Расовий склад населення:
| - 90,5 % — білих - 4,4 % — азіатів - 1,5 % — чорних або афроамериканців - 0,6 % — вихідців з тихоокеанських островів - 0,6 % — корінних американців - 1,2 % — осіб інших рас |

До двох чи більше рас належало 1,3 %. Частка іспаномовних становила 3,8 % від усіх жителів.
За віковим діапазоном населення розподілялося таким чином: 22,6 % — особи молодші 18 років, 60,9 % — особи у віці 18—64 років, 16,5 % — особи у віці 65 років та старші. Медіана віку мешканця становила 49,0 року. На 100 осіб жіночої статі у місті припадало 95,2 чоловіків;  на 100 жінок у віці від 18 років та старших — 96,3 чоловіків також старших 18 років.
Середній дохід на одне домашнє господарство  становив 138 190 доларів США (медіана — 108 750), а середній дохід на одну сім'ю — 144 827 доларів (медіана — 117 813). Медіана доходів становила 83 875 доларів для чоловіків та 53 125 доларів для жінок. За межею бідності перебувало 3,3 % осіб, у тому числі 2,9 % дітей у віці до 18 років та 3,1 % осіб у віці 65 років та старших.
Цивільне працевлаштоване населення становило 357 осіб. Основні галузі зайнятості: науковці, спеціалісти, менеджери — 17,1 %, роздрібна торгівля — 16,0 %, освіта, охорона здоров'я та соціальна допомога — 14,3 %.